# Samuel Morland
Sir Samuel Morland, 1r Baronet (1625 – 30 de desembre de 1695), o Moreland, va ser un acadèmic anglès, diplomàtic, espia, inventor i matemàtic del segle XVII, un polímer acreditat amb els primers desenvolupaments en relació amb la informàtica, la hidràulica i el màquina de vapor.

## Educació
Fill de Thomas Morland, rector de l'església parroquial de Sulhamstead Bannister a Berkshire,va ser educat al Winchester College i al Magdalene College de Cambridge, on es va convertir en fellow member el 1649. Dedicant molt de temps a l'estudi de les matemàtiques, Morland també es va convertir en un llatinista assolit i era competent en grec, hebreu i francès - llavors la llengua de la cultura i de la diplomàcia. Mentre era tutor a Cambridge, es va trobar per primera vegada amb Samuel Pepys, que es va convertir en un amic per tota la vida.

## Diplomàtic
Seguidor entusiasta dels afers públics, va deixar Cambridge i va entrar al servei públic. Va emprendre un viatge a Suècia el 1653, i el 1655 va ser enviat per Oliver Cromwell en una missió a Itàlia per protestar contra les accions preses contra els waldensians pel duc de Savoia. Va romandre a Ginebra durant algun temps com ambaixador, i també va escriure un llibre: La història de les esglésies evangèliques de les Valls del Piemont (1658).

## Espia
Mentre servia com a secretari de John Thurloe, un funcionari de la Commonwealth encarregat de l'espionatge, Morland es va desil·lusionar amb el Govern de la Commonwealth, suposadament després d'assabentar-se d'una trama de Sir Richard Willis, Thurloe i Richard Cromwell per assassinar el futur rei Carles II. Com a agent doble, Morland va començar a treballar per a la Restauració, participant en l'espionatge i la criptografia - activitats que més tard el van ajudar a entrar al servei del rei.

## Inventor
El 18 de juliol de 1660 va ser nomenat baronet i va rebre un paper menor a la cort, però la seva principal font d'ingressos provenia d'aplicar els seus coneixements de matemàtiques i hidràulica per construir i mantenir diverses màquines. Entre aquestes hi havia::
- "motors d'aigua", un tipus primerenc de bomba d'aigua. Va participar, per exemple, en projectes de millora del subministrament d'aigua al castell de Windsor, període durant el qual va patentar (cap al 1675) una “ bomba d'èmbol ” capaç de “elevar grans quantitats d'aigua amb una proporció de força molt menor de la que es pot ser realitzada per una cadena o una altra bomba. " També va experimentar amb l'ús de pólvora per fer un buit que aspirés aigua (en efecte, el primer motor de combustió interna) i va treballar en idees per a una màquina de vapor.. Les bombes de Morland es van desenvolupar per a nombroses aplicacions domèstiques, marines i industrials, com ara pous, estanys o drenatge de mines i lluita contra incendis. El seu càlcul sobre el volum de vapor (aproximadament dues mil vegades el d'aigua) no es va millorar fins a finals del segle següent i va ser important per al desenvolupament futur d'una màquina de vapor operativa.[2]
- una màquina de sumar no decimal (treballant amb lliures angleses, xílings i pence), similar al "Ciclografo" de l'italià Tito Livio Burattini i realitzada per Humphry Adamson.[3]
- una màquina que feia càlculs trigonomètrics.

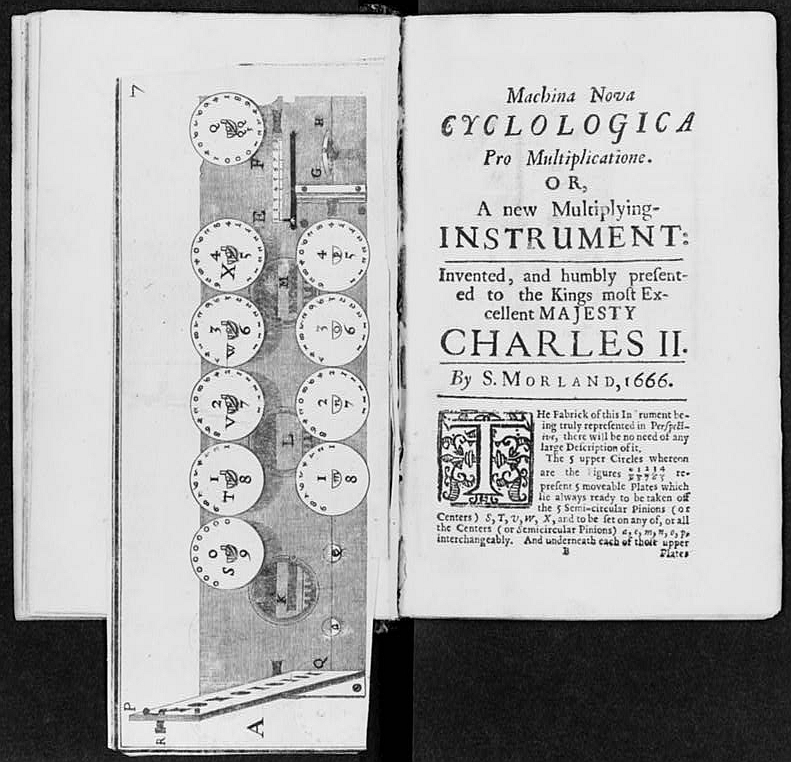
"màquina de multiplicarr" inventada per Morland el 1666

- una "màquina aritmètica" per la qual es treballaven fàcilment les quatre regles fonamentals de l'aritmètica "sense carregar la memòria, pertorbar la ment o exposar les operacions a qualsevol incertesa" (considerada per alguns com la primera màquina de multiplicar del món, un exemple es troba a la Science Museum a South Kensington).
- el 1666 també va obtenir una patent per fer xemeneies metàl·liques.
- el 1671 va reclamar el crèdit per inventar la trompeta parlant, una forma primerenca de megàfon. Un dels vuit exemples supervivents coneguts es mostra a l'església parroquial de Sant Pere i Sant Pau de Harrington, Northamptonshire. El dispositiu, també conegut com "The Harrington Vamping Horn", va ser demostrat a Carles II al parc de St James.[4]
- més tard va guanyar un contracte per proporcionar miralls al rei i per erigir i mantenir la impremta reial.
- el 1681 va ser nomenat magister mechanicorum (mestre de mecànica) del rei pel seu treball sobre el sistema d'aigua de Windsor.
- també es va cartejar amb Pepys sobre els carruatges navals, va dissenyar una màquina per pesar les àncores del vaixell, va desenvolupar noves formes de baròmetres i va dissenyar una màquina criptogràfica .

## Vida personal i família
A partir de 1677 va viure a la zona de Vauxhall del centre de Londres, on va fer millores als Jardins de Nova Primavera que més tard es van convertir en Vauxhall Gardens. El 1684 es va traslladar a una casa a Lower Mall, Hammersmith.
Morland es va casar tres vegades:
El 1657 es va casar amb la hugonot Susanne de Milleville, filla de Daniel de Milleville, baró de Boissay; Van tenir tres fills. Va morir el 1668.
El 1670 es va casar amb Carola Harsnett, filla de Sir Roger Harsnett; Van tenir dos fills. Va morir el 1674.
El 1676 es va casar amb Ann Feilding de Solihull,germana de Beau Feilding. No hi va haver cap problema, i va morir el 1680.
Hi ha monuments a dues de les tres esposes de Morland a la nau de l'abadia de Westminster.
Va començar a quedar cec, perdent la vista al voltant del 1692. Tres anys més tard, el 30 de desembre de 1695, va morir i va ser enterrat, el 6 de gener de 1696, a l'església de Saint Paul de Hammersmith.